# Vaida (Rumunia)
Vaida (węg. Biharvajda) – wieś w Rumunii, w okręgu Bihor, w gminie Roșiori. W 2011 roku liczyła 485 mieszkańców.